# مبيد الشريطة
مبيد الديدان الشريطة  هو عبارة عن مادة أن تقتل الدودة الشريطية 
هذا يجعله من طائفة عامل مضاد دودي.
أنها تحصل على اسمها من جنس الشريطية.

## مقدمة
تمثل الطفيليات الخارجية العوامل الأساسية في نقل معظم الأمراض الفيروسية، والبكتيرية. الدودة الشريطية هي أحد أنواع الديدان التي تتطفل على الإنسان وتنتقل له من خلال تناوله للحم البقر غير المطبوخ جيدا والمحتوي علي أحد أطوار هذه الدودة، فتتحول في أمعاء الإنسان إلى دودة كاملة قد تصل إلى عدة أمتار، وتتغذي على الطعام المهضوم، ويصاب الإنسان المصاب بنقص التغذية وفقر الدم نتيجة نقص الفيتامين ب12
يتم تشخيصها بالكشف عن وجود بيوض الدودة في عينات البراز أو وجود القطع الحبلي بالبيوض في عينة البراز

## الأمثلة
مبيدات الشريطة الطبيعيه تشمل بذرة القرع ، الخيار و الرمان.
تشمل بعض المبيدات الاصطناعية حمض الدياتريزويك، برازيكوانتل، بوناميدين و نيكلوزاميد.

## وصلات خارجية
- Taeniacides في المكتبة الوطنية الأمريكية للطب نظام فهرسة المواضيع الطبية (MeSH).